# Katharine Gun
Katharine Teresa Gun, née Harwood, épouse Gün, mais dans la presse souvent simplifié à Gun) est une traductrice britannique née en 1974. Elle a travaillé pour le Government Communications Headquarters (GCHQ), un service de renseignement britannique. En 2003, elle divulgue au journal The Observer des informations classées secrètes concernant une demande de renseignements venant des États-Unis au sujet de diplomates de membres du Conseil de sécurité des Nations unies, qui devaient voter sur une deuxième résolution sur une invasion potentielle de l'Irak,.

## Biographie

### Jeunesse
Katharine Teresa Harwood est née au Royaume-Uni mais est élevée par ses parents britanniques à Taïwan. Son éducation l'amène plus tard à se décrire comme une third culture kid, c'est-à-dire ayant grandi dans une culture autre que celle de ses parents ou du pays indiqué sur son passeport.
Après avoir passé son enfance à Taiwan où elle fréquente la Morrison Academy, une école internationale chrétienne, Katharine Gun étudie le japonais et le chinois à l'université de Durham en Angleterre. Ayant du mal à trouver du travail en tant que linguiste, Katharine Gun postule au GCHQ après avoir lu une annonce pour l'organisation dans un journal. Katharine Gun ne connaissait pas auparavant l'existence du GCHQ, déclarant plus tard qu'elle y est allée « à peu près à l'aveugle ».

### Fuite d'information
Le travail ordinaire de Katharine Gun au GCHQ de Cheltenham consiste à traduire le mandarin en anglais. À son lieu de travail au GCHQ le 31 janvier 2003, Katharine Gun lit un courriel de Frank Koza, chef de cabinet à la division des objectifs régionaux de la National Security Agency, l'agence américaine de renseignement d'origine électromagnétique.
Le courriel de Koza demandait de l'aide dans une opération secrète visant à mettre sous écoute les bureaux des Nations unies de six pays : l'Angola, la Bulgarie, le Cameroun, le Chili, la Guinée et le Pakistan. C'était les six nations pivot du Conseil de sécurité de l'ONU qui pouvaient déterminer si l'ONU donnait son approbation pour l'invasion de l'Irak. Selon certaines personnes, le plan violait la Convention de Vienne sur les relations diplomatiques, qui réglemente la diplomatie mondiale.
Katharine Gun, scandalisée par le courriel, en emporte une copie imprimée chez elle. Après avoir réfléchi à son contenu au cours du week-end, elle le transmet à un ami ayant des connaissances parmi les journalistes. En février, elle se rend à Londres pour participer à une manifestation contre la guerre avec l'Irak. Katharine Gun n'entend plus parler du courriel jusqu'au dimanche 2 mars, lorsqu'elle le voit reproduit sur la première page du journal The Observer. Moins d'une semaine après l'article dans The Observer, le mercredi 5 mars, Katharine Gun avoue à son supérieur hiérarchique au GCHQ avoir fait fuiter le courriel et est arrêtée. Dans une interview à la BBC avec Jeremy Paxman, elle déclare ne pas avoir soulevé la question avec les conseillers au personnel car elle « ne pensait honnêtement pas que cela aurait eu d'effet ». Katharine Gun passe une nuit en garde à vue et, huit mois plus tard, est accusée d'avoir enfreint l'Official Secrets Act, qui protège les secrets d'État et l'information officielle. En attendant de savoir si elle serait inculpée, elle entreprend un cours de troisième cycle en éthique mondiale à l'université de Birmingham.

### Procès
Le 13 novembre 2003, Katharine Gun est inculpée d'une infraction à l'article 1 de l'Official Secrets Act 1989. Son cas devient une cause célèbre parmi les militants, et de nombreuses personnes exhortent le gouvernement à abandonner l'affaire. Parmi eux se trouvent le pasteur Jesse Jackson, Daniel Ellsberg (le responsable du gouvernement américain qui avait divulgué les Pentagon Papers) et l'acteur Sean Penn, qui la décrit comme « une héroïne de l'esprit humain ». Katharine Gun prévoit de plaider non coupable, affirmant pour sa défense avoir agi pour empêcher des pertes de vie imminentes dans une guerre qu'elle considérait comme illégale.
L'affaire est portée devant les tribunaux le 24 février 2004. En moins d'une demi-heure, elle est classée parce que l'accusation refuse de fournir des preuves. Les raisons pour lesquelles l'accusation a abandonné l'affaire ne sont cependant pas claires.
La veille du procès, l'équipe de défense de Katharine Gun a demandé au gouvernement de fournir les documents relatifs aux conseils juridiques sur la légalité de la guerre qu'il avait reçus pendant la période précédant la guerre. Un procès complet aurait alors pu exposer ces documents à l'examen du public, car il était prévu que la défense fasse valoir que tenter de mettre fin à une guerre d'agression illégale l'emportait sur les obligations de Katharine Gun au titre de la loi sur les secrets officiels. Les médias ont beaucoup spéculé sur le fait que le parquet avait cédé à la pression politique et abandonné l'affaire afin que ces documents restent secrets. Cependant, un porte-parole du gouvernement a déclaré que la décision de classer l'affaire avait été prise avant la présentation des demandes de la défense. Le journal The Guardian avait annoncé l'intention du gouvernement de classer l'affaire la semaine précédente. Le jour de l'audience, Katharine Gun a déclaré : « Je suis simplement déconcertée qu'au XXIe siècle nous, en tant qu'êtres humains, lâchions encore des bombes les uns sur les autres comme moyen de résoudre les problèmes ».
En mai 2019, The Guardian a déclaré que l'affaire avait été classée « lorsque l'accusation a réalisé que des preuves allaient émerger... que même les avocats du gouvernement britannique pensaient que l'invasion était illégale ».
En septembre 2019, Ken Macdonald, l'ancien directeur des poursuites pénales, déclare que l'affaire contre Katharine Gun n'avait pas été abandonnée afin d'empêcher la révélation des conseils du procureur général sur la légalité de la guerre en Irak. Il affirme que Katharine Gun n'aurait pas bénéficié d'un procès équitable sans la divulgation d'informations qui auraient compromis la sécurité nationale. Gavin Hood, le directeur du film Official Secrets, a exprimé son scepticisme à l'égard de la déclaration de Macdonald et a appelé à la déclassification des documents officiels mentionnés par ce dernier.

## Vie ultérieure
Katharine Gun reçoit le prix Sam Adams en 2003 et est soutenue au Royaume-Uni par le groupe de défense d'intérêts pour les droits humains Liberty et aux États-Unis par l'Institute for Public Accuracy. Après l'abandon de l'affaire, Liberty commente : « On se demande si la divulgation dans ce procès pénal aurait pu être un peu trop embarrassante ».
Deux ans après son procès, Katharine Gun rédige un article intitulé Iran: Time to Leak, demandant aux lanceurs d'alerte de rendre publiques les informations sur les plans d'une éventuelle guerre contre l'Iran. Elle exhorte ceux qui sont en mesure de le faire à divulguer des informations relatives à cette agression planifiée. Qu'il s'agisse de conseils juridiques, de réunions entre la Maison Blanche et d'autres agences de renseignement, des évaluations du niveau de menace de l'Iran (ou mieux encore, des preuves que les évaluations ont été altérées), des déploiements de troupes et des notifications de l'armée. Ne laissez pas « les renseignements et les faits se fixer autour de la politique » cette fois-ci.
En 2020, Katharine Gun vit en Turquie et en Angleterre avec son époux Yaşar Gün et leur fille.

## Au cinéma
En janvier 2019, le film Official Secrets, qui décrit les actions de Katharine Gun en 2003, est présenté en première au festival du film de Sundance, avec Keira Knightley dans le rôle de Katharine Gun. Ce même mois, Daniel Ellsberg loue la rapidité et l'importance des actions de Katharine Gun, affirmant qu'elles sont en quelque sorte plus importantes que ses propres dénonciations concernant la guerre du Viêt Nam.
En juillet 2019, dans une longue interview sur le programme américain Democracy Now!, Gun, Gavin Hood (le réalisateur du film), Martin Bright et Ed Vulliamy (les journalistes auteurs de l'article sur le courriel divulgué) débattent des événements décrits dans le film,. Avec le journaliste britannique Peter Beaumont, Katharine Gun conseille, au fil des ans, la réalisation du film et se déclare « très satisfaite du résultat ».

## Récompenses
Lors du gala Cinema for Peace, le 8 février 2020, le film Official Secrets a été nommé dans la catégorie film politique de l'année.